# Steironepion hancocki
Steironepion hancocki is een slakkensoort uit de familie van de Columbellidae. De wetenschappelijke naam van de soort is voor het eerst geldig gepubliceerd in 1939 door Hertlein & Strong.